# Seskarö
Seskarö (en finés: Seittenkaari) es una localidad situada en el municipio de Haparanda, Condado de Norrbotten, en el país europeo de Suecia, que posee 491 habitantes según datos del año 2010. Se encuentra en la isla con el mismo nombre que tiene unos 20 kilómetros cuadrados y está situada en el Archipiélago de Haparanda. Desde 1978, está conectada al continente por un puente, a través de algunas islas intermedias.